# Strada statale 666 di Sora
La ex strada statale 666 di Sora (SS 666), ora strada regionale 666 di Sora (SR 666), è stata una strada statale italiana che interessava la provincia di Frosinone.

## Percorso
Tale arteria, lunga 13,200 km, mette in comunicazione la città di Sora (via Marsicana, tratto urbano della SS82) con la ex strada statale 509 di Forca d'Acero, importante collegamento con Pescasseroli ed altre località montane d'Abruzzo.
È una strada montana con tracciato tortuoso ed in pendenza, presenta una sola carreggiata, divisa in due corsie, una per senso di marcia. La velocità massima consentita varia tra 70 e 90 km/h, ad eccezione degli attraversamenti di centri abitati dove è fissata a 50 km/h.

## Storia
Nel primo dopoguerra il percorso era ancora una mulattiera e negli anni successivi fu allargata rimanendo sterrata; negli anni sessanta è stata asfaltata, restando comunque molto stretta e, inoltre, il tracciato iniziale era penalizzato dalla presenza di un passaggio a livello. Negli anni settanta è stato ridisegnato ed allargato il percorso iniziale evitando l'attraversamento ferroviario e quello dell'abitato di Campoli Appennino, peraltro raggiungibile da due bivi consecutivi che si diramano verso la collina dove sorge questo comune. Alcuni anni fa lavori di consolidamento, messa in sicurezza delle curve più pericolose ed allargamenti vari hanno promosso la pedemontana a strada statale.
La strada statale 666 venne istituita col decreto del Ministro dei lavori pubblici n. 2394 del 10 ottobre 1990, mutuando il percorso della strada provinciale Sora-Colle Tolugno, con i seguenti capisaldi d'itinerario: "Innesto strada statale n. 82 presso Sora - Innesto strada statale n. 509 in località Colle Telugno ".
In seguito al decreto legislativo n. 112 del 1998, dal 1º febbraio 2002 la gestione è passata dall'ANAS alla Regione Lazio, che ha ulteriormente devoluto le competenze alla Provincia di Frosinone. Dal 5 marzo 2007 la società Astral ha acquisito la titolarità di concessionario dell'infrastruttura.